# Susumu Nakanishi

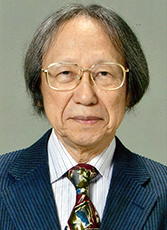
Susumu Nakanishi

Susumu Nakanishi (japanisch 中西 進 Nakanishi Susumu; geboren 21. August 1929 in der Präfektur Tōkyō) ist ein japanischer Literaturwissenschaftler.

## Leben und Wirken
Susumu Nakanishi, der 1953 seinen Studienabschluss an der Universität Tōkyō im Fach Literaturwissenschaft machte, war als Professor an der Seijō-Universität, Universität Tsukuba, Kokusai Nihon Bunka Kenkyū Center und an der „Tezukayama Gakuin Universität“ (帝塚山学院大学) tätig. Er wurde vom Kokusai Nihon Bunka Kenkyū Center, von der „Präfekturuniversität Osaka“, von der „Kyōto-shiritsu Geijutsu Daigaku“ und vom „Nara kenritsu Manyō bunka kan“ (奈良県立万葉文化館) als „Meiyo Kyōju“ verabschiedet. Nakanishi ist einer der Vizepräsidenten des P.E.N.-Zentrums Japan.
Nakanishi ist bekannt für seine vergleichenden Studien zum Genji Monogatari, zum Man’yōshū, für das er auch eine preisgekrönte Version für Schüler verfasste, und für seine Studien zu dem chinesischen Dichter Bai Juyi.
Er erhielt 1963 den Yomiuri-Literaturpreis in der Sparte „Forschungsarbeiten/Übersetzungen“, 1970 den Preis der Akademie der Wissenschaften, 1990 den Watsuji-Tetsurō-Kulturpreis, 1997 den Osaragi-Jirō-Preis und 2010 den Kikuchi-Kan-Preis. 2004 wurde Nakanishi als Person mit besonderen kulturellen Verdiensten geehrt und 2013 wurde er mit dem Kulturorden ausgezeichnet.